# 信仰告白

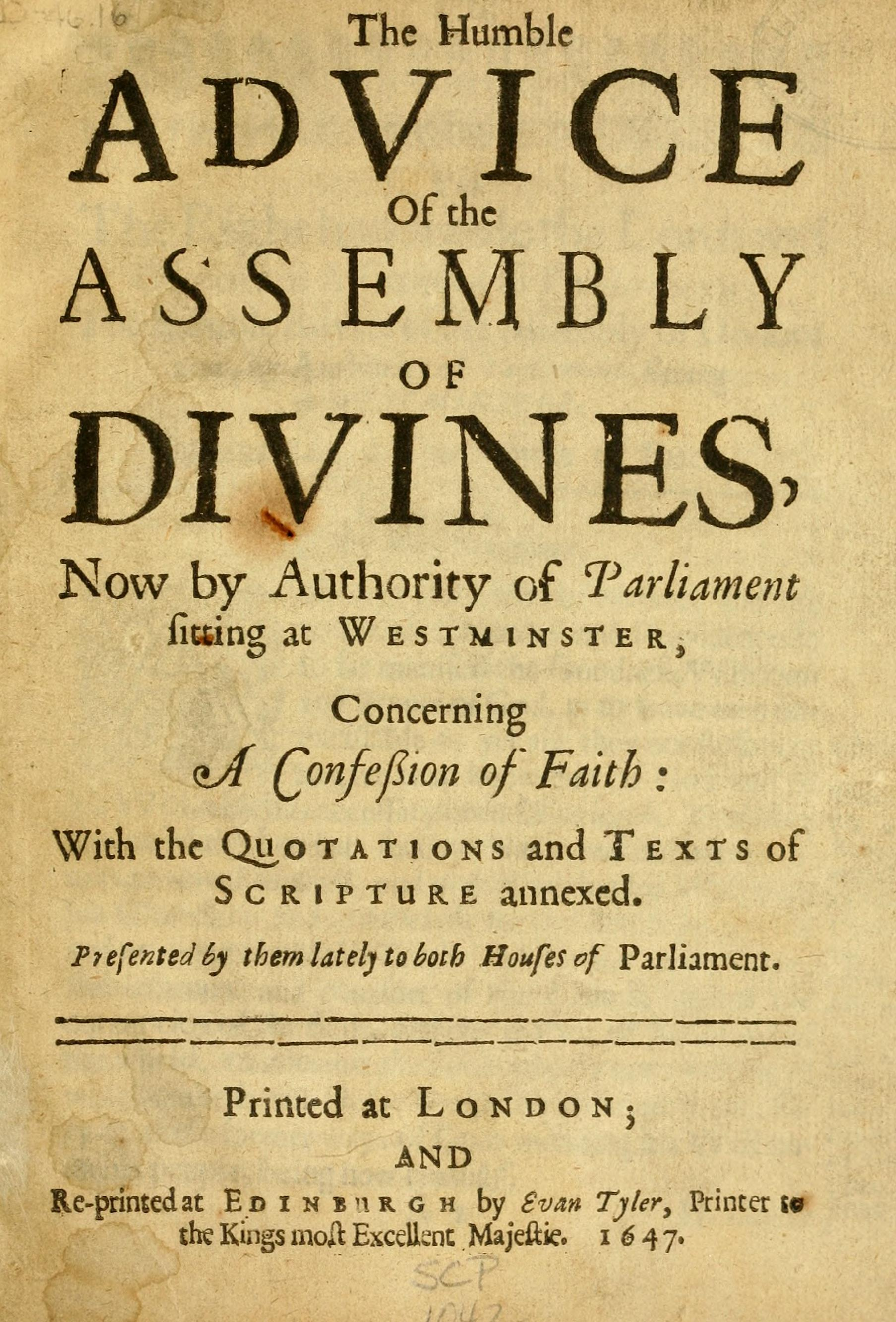
ウェストミンスター信仰告白の初版

信仰告白（しんこうこくはく、Confession of Faith）とは、信仰を神と人とに告白すること、また表現した文書を指す。信条とも呼ぶが、分けて用いられる語である。

## キリスト教の場合
信条、信仰告白が作成されたのは、聖書に記された使徒の教え、使徒の教理で偽教理・異端・誤りを確認し、教会から追放するためである。
「キリスト教は、神秘主義的宗教ではなく、最初から信仰告白的宗教である。自分が学び、受け、信じたところを神と人とに告白することは、神が啓示の神であることに対応して、当初からキリスト教の固有な要素であった。」と言われている。「主観的真理に固執する者は、自己神化に終わる」とされ、教会は客観的な事柄「対象としての信仰」（fides quae creditur）を信仰の実存適応答「態度としての信仰」（fides qua creditur）に優先させてきたとされる。

### 信条と信仰告白
信条と信仰告白を分ける用法があり、この場合「信条」（Creed:英･羅語「私は信じる」あるいはSymbolum:英･希=token証拠･示すもの）と言う表現は、正統的といわれるキリスト教会では古代から使徒信条、ニケア・コンスタンチノポリス信条などに用いてきたが、現代でもカトリック教会やプロテスタントはこれらを用いている。使徒信条はキリスト教のうち西方教会（カトリック教会、聖公会、プロテスタント）における基本信条のひとつであり、プロテスタント固有の正統性を保証するものではない。4～5世紀に生み出された信条にこの表現はとりわけ利用され、6世紀以降以後、宗教改革時代までの約千年間、信条の作成は事実上行われなかったといわれる。
簡潔な信仰告白や詳細な信条の例があり、分量による区別は絶対ではない。
他方「信仰告白」（Confession of faith）と言うときは、宗教改革以後のものを指す。
プロテスタントは、宗教改革以降、ローマ・カトリックの（プロテスタントの視点から見た）誤りに対抗してウェストミンスター信仰告白など信仰告白を作成した。
宗教改革時代に信仰告白が集中して作成されたのは「外部からの圧迫が、自立の信仰告白へ肉薄せしめたのである。」と言われる。
キリシタン弾圧が行われた豊臣政権・徳川政権下の日本では、イエズス会などの宣教師によって信者を迫害から守るために信仰告白を免除して信仰秘匿を容認する方針が打ち出されている。それが後に隠れキリシタンの形成につながっていくことになる。

### 信仰告白と戒規
戒規の欠如により、人々が安易に教会員になる傾向が指摘されている。教会員になるための信仰告白は「信頼できる告白」（credible confession）が必要であるが、神のみが知りうる領域については「教会は本心まではさばかない」（De intimis ecclesia non judicat）ともされる。しかし、教会員となってから信仰告白に反し、断罪される行為をする場合に、戒規が執行されなければならないとされる。
また、現代のプロテスタントでは公的に教会が信仰告白を放棄することはなくても、実質上、異端が容認されることがあるとの指摘がある。

## 信仰告白の例
宗教改革とそれに続くプロテスタント正統主義時代に多くの信仰告白が作成された。
福音主義(ルター派)教会が1577年の和協信条で信仰告白の作成を完結させたのに対し、改革派教会はその後も信仰告白を作成してきた。ドイツ、オーストリアの福音主義(ルター派)教会は第2次世界大戦後、告白教会を再建の礎として再出発した歴史を持つため、バルメン宣言を信仰告白に加え始めている。

### 福音主義(ルター派)教会
- アウクスブルク信仰告白
- シュマルカルデン条項
- 和協信条（1577年）

- バルメン宣言(ドイツ、オーストリアの州教会で信仰告白としての採用が始まり出している)

### 改革派教会
- 第二スイス信仰告白
- フランス信仰告白
- ベルギー信仰告白
- スコットランド信仰告白
- ウェストミンスター信仰告白

### 合同教会
- 日本基督教団信仰告白

#### 日本基督教団
日本には植村正久が宣言若しくは信条などで主張した簡易信条主義と公会主義の影響があった。合同教会である日本基督教団は、長く信仰告白を持たず、分離する教会が相次いだため1954年に制定された「日本基督教団信仰告白」を用いる教会もある。この信仰告白は、讃美告白としての性格を強調するもので、内容は聖書・神・救い・教会に関する信仰を告白した後、続けて使徒信条を告白するという構成になっている。またバプテスト教会のように、教会ごとに信仰告白を持つ教派もある。
いずれの教派においても、重要な礼拝・ミサにおいては信仰告白・信条を会衆みなで唱えるか歌うのが通例である。

#### 日本基督教団における信仰告白式
幼児洗礼を認める日本基督教団の教会の多くでは、幼児洗礼を受けた者は自分自身で信仰を言い表すことのできる年齢に達した後に会衆の前で信仰を言い表す儀式を行う。これはカトリックなどの堅信式に類似するが、この儀式をも信仰告白と呼ぶことが多い。成人洗礼の場合は、洗礼式の中で受洗者が信仰を言い表すため、別に信仰告白式を行うということはない。ただし、バプテスト教会の場合は、前もってまたは、洗礼式と同時に信仰告白式を行う。

## イスラム教の場合
信仰告白はイスラム教の五行のひとつである。